# Mörttjärnen (Vilhelmina socken, Lappland, 720095-149490)
Mörttjärnen är en sjö i Vilhelmina kommun i Lappland och ingår i Ångermanälvens huvudavrinningsområde.